# 10 Grandes Chansons de Jean Ferrat
Albums de Jean Ferrat
À Santiago Ma France
10 Grandes Chansons de Jean Ferrat est un album studio de Jean Ferrat sorti chez Barclay en 1968. Il propose les réenregistrements de 10 titres sortis entre 1961 et 1962. Ces nouveaux enregistrements, effectués en 1964, ne sont édités qu'en 1968.

## Titres
| No  | Titre                      | Durée |
| --- | -------------------------- | ----- |
| 1.  | Deux Enfants au soleil     |       |
| 2.  | Ma môme                    |       |
| 3.  | J'entends, j'entends       |       |
| 4.  | La Fête aux copains        |       |
| 5.  | Federico Garcia Lorca      |       |
| 6.  | Les Nomades                |       |
| 7.  | Napoléon IV                |       |
| 8.  | Mes amours                 |       |
| 9.  | Les Noctambules            |       |
| 10. | L'Homme à l'oreille coupée |       |

## Crédits
- Arrangements et direction musicale : Alain Goraguer